# Serra de la Popa
La Serra de la Popa és una serra situada al municipi d'Alcarràs a la comarca del Segrià, amb una elevació màxima de 297,5 metres.